# Meisel Musikverlage
Die Meisel Musikverlage sind eine deutsche Musikverlagsgruppe mit Sitz in Berlin.
Unter der Bezeichnung Edition Meisel & Co. GmbH wurden die Meisel Musikverlage 1926 von dem deutschen Operetten- und Filmkomponisten Will Meisel gegründet. Bereits in den 1930er Jahren verlegte die Edition Meisel & Co. Werke von Künstlern wie Walter Kollo, Fred Raymond oder Gerhard Winkler.
Anfang der 1960er Jahre zog sich Will Meisel aus dem Verlag zurück, und seine zu diesem Zeitpunkt erst 20 und 25 Jahre alten Söhne Peter (1935–2010) und Thomas Meisel (1940–2014) übernahmen das Verlagsgeschäft. Unter ihrer Leitung wurden sehr erfolgreiche Titel der deutschen Schlagermusik verlegt, darunter Titel von Christian Bruhn, Frank Farian (auch alle Titel von Boney M.), Gunter Gabriel und Drafi Deutscher.
Zu den Meisel Musikverlagen gehört auch das Musiklabel Monopol, über das Werke von Helga Hahnemann, Max Raabe und dem Palastorchester oder der Schöneberger Sängerknaben publiziert wurden.
In dritter Generation gehörte seit 1998 Sven Meisel (1966–2016) als Geschäftsführer den Meisel Musikverlagen an.